# Ormetica peruviana
Ormetica peruviana är en fjärilsart som beskrevs av Rothschild 1922. Ormetica peruviana ingår i släktet Ormetica och familjen björnspinnare. Inga underarter finns listade i Catalogue of Life.